# زوران بافلوفيتش
زوران بافلوفيتش (بالسلوفينية: Zoran Pavlovič)‏ (مواليد 27 يونيو 1976) هو لاعب كرة قدم. يلعب مع منتخب سلوفينيا لكرة القدم. سبق له أن لعب في كأس العالم لكرة القدم مع منتخب بلاده.

## روابط خارجية
- زوران بافلوفيتش على موقع الاتحاد الدولي (مؤرشف)  (الإنجليزية)
- زوران بافلوفيتش على موقع قاعدة بيانات كرة القدم.إي يو (الإنجليزية)
- زوران بافلوفيتش على موقع ناشيونال فوتبول تيمز (الإنجليزية)
- زوران بافلوفيتش على موقع Soccerway.com (الإنجليزية)